# Congrégation de la Retraite
La Congrégation de la Retraite, ou Sœurs de la Retraite, est une congrégation religieuse catholique féminine établie en France et en Belgique. Fondée le 15 mai 1966, elle regroupe trois anciennes congrégations : les Sœurs de la Retraite de Vannes, les Sœurs de la Retraite d’Angers et les Sœurs de la Retraite du Sacré-Cœur de Bruges,.

## Présentation
Cet institut religieux de droit pontifical appartient à la famille ignatienne depuis ses débuts. Sa fondatrice initiale, Catherine de Francheville, avait en effet pris l'initiative d'introduire la pratique des Exercices spirituels d'Ignace de Loyola dans la vie des femmes de son temps, sous la conduite d'une communauté féminine créée à cet effet. Il s'agissait là des toutes premières « retraites » pour femmes au monde, où pendant une semaine environ les participantes découvraient la spiritualité ignatienne. Cette tradition a perduré jusqu'à nos jours. 
La maison généralice se trouve à Saint-Germain-en-Laye.

## Histoire

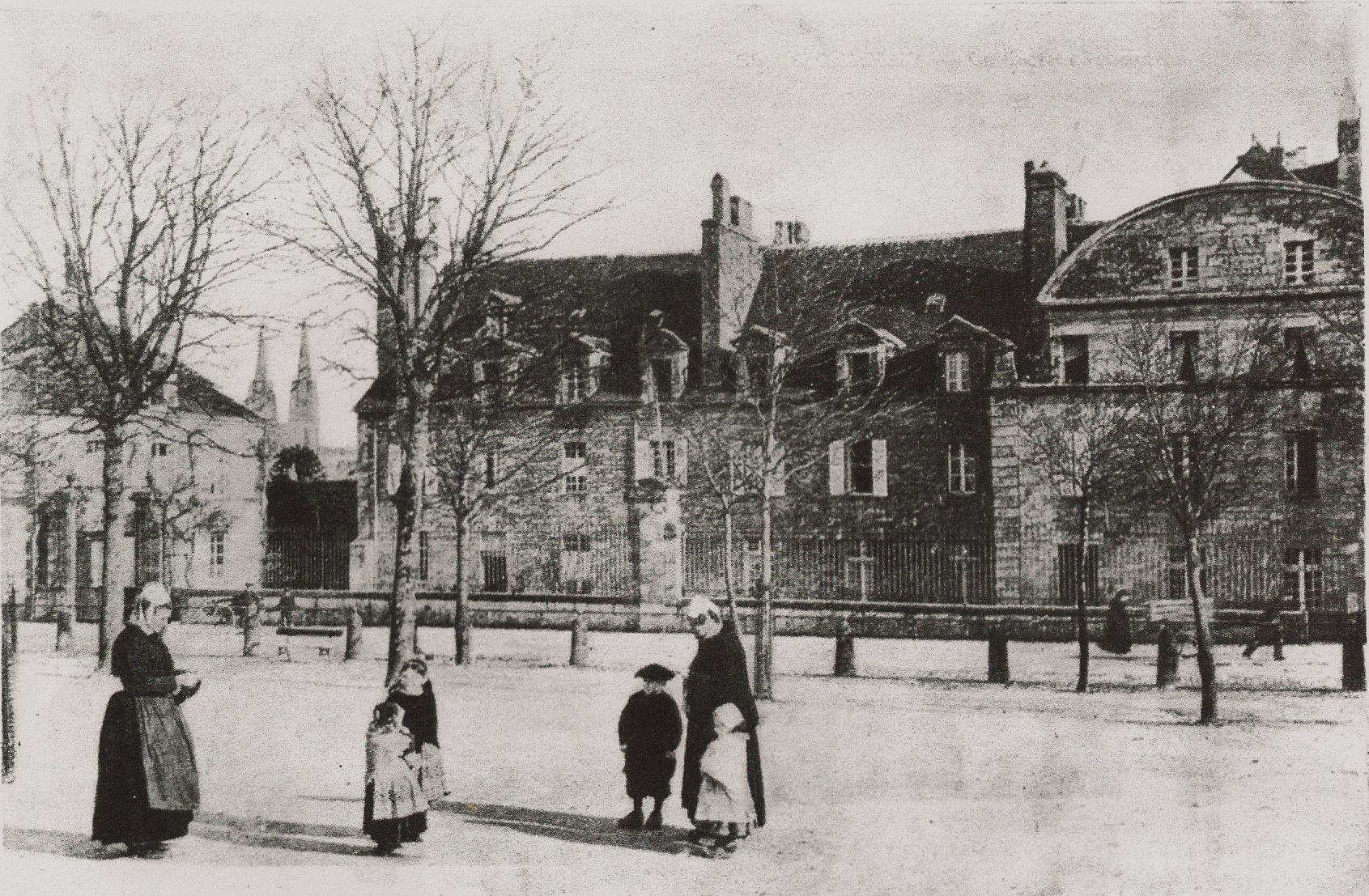
Ancienne maison conventuelle de la Retraite à Quimper, début du XXe siècle.

La congrégation réunit trois communautés religieuses créées aux XVIIe et XIXe siècles .
Les Sœurs de la Retraite de Vannes (Filles de la Sainte Vierge) sont fondées en 1675 à Vannes par Catherine de Francheville avec l'aide du père Vincent Huby, afin de diriger une maison de retraite spirituelle pour femmes. Dispersées lors de la Révolution française, elles sont refondées en 1842 comme congrégation religieuse par Jeanne de Kertanguy et ajoutent l'enseignement à leurs activités.
Les Sœurs de la Retraite d’Angers sont créées en 1897 par la fusion des Dames de la Retraite du Sacré-Cœur de Quimper (1678, Claude-Thérèse de Kerméno), dirigée par une communauté de femmes laïques sous la juridiction de l'évêque et s'occupant, en même temps que des retraites, de l'éducation des filles à partir de la Restauration, et de la Société de Marie d'Angers (1823, Louise-Marie du Cléguer),.
Les sœurs de la retraite du Sacré-Cœur de Bruges issues des sœurs de la retraite du Sacré-Cœur fondées à Boulogne-sur-Mer en 1875 par Mère Marie des Anges d'une scission avec les sœurs de la Retraite de Vannes de Catherine de Francheville. En 1898, la maison de Boulogne fusionne avec la congrégation des sœurs de Marie-Réparatrice mais pas celle de Bruges fondée par Mère Saint Benoît Labre qui reste autonome sous le nom de 'sœurs de la retraite du Sacré-Cœur de Bruges'.